# Station Modła
Station Modła is een voormalig spoorwegstation in de Poolse plaats Modła.